# Ariobarzanes II (władca Kios)
Ariobarzanes II, gr. Ἀριoβαρζάνης, Ariobarzánēs (zm. 337 p.n.e.) – władca greckiego miasta Kios z perskiej dynastii Artabazydów od 363 p.n.e. do swej śmierci. Syn Mitrydatesa I, władcy Kios.
Prawdopodobnie otrzymał wysokie stanowisko na perskim dworze na pięć lat przed śmiercią ojca, bowiem w r. 368 p.n.e., w imieniu króla, wysłał posłów do Grecji. W r. 362 p.n.e. Ariobarzanes, według historyka greckiego Diodora satrapa Frygii, a według retora greckiego Neposa satrapa Lidii, Jonii i Frygii, zbuntował się przeciwko królowi perskiemu Artakserksesowi II. W 352 r. w mowie Demostenes, mówca ateński, mówił o Ariobarzanesie i jego trzech synach, którzy ostatnio otrzymali ateńskie obywatelstwo. Rok później, ponownie wspominając go, podał, że Ateńczycy wysłali Tymoteusza celem pomocy. Gdy wódz ateński spotkał Ariobarzanesa w czasie otwartego buntu przeciwko królowi perskiemu, odmówił mu swej pomocy. Po śmierci Ariobarzanesa II następcą został Mitrydates II, jego syn.